# Lorine Schild

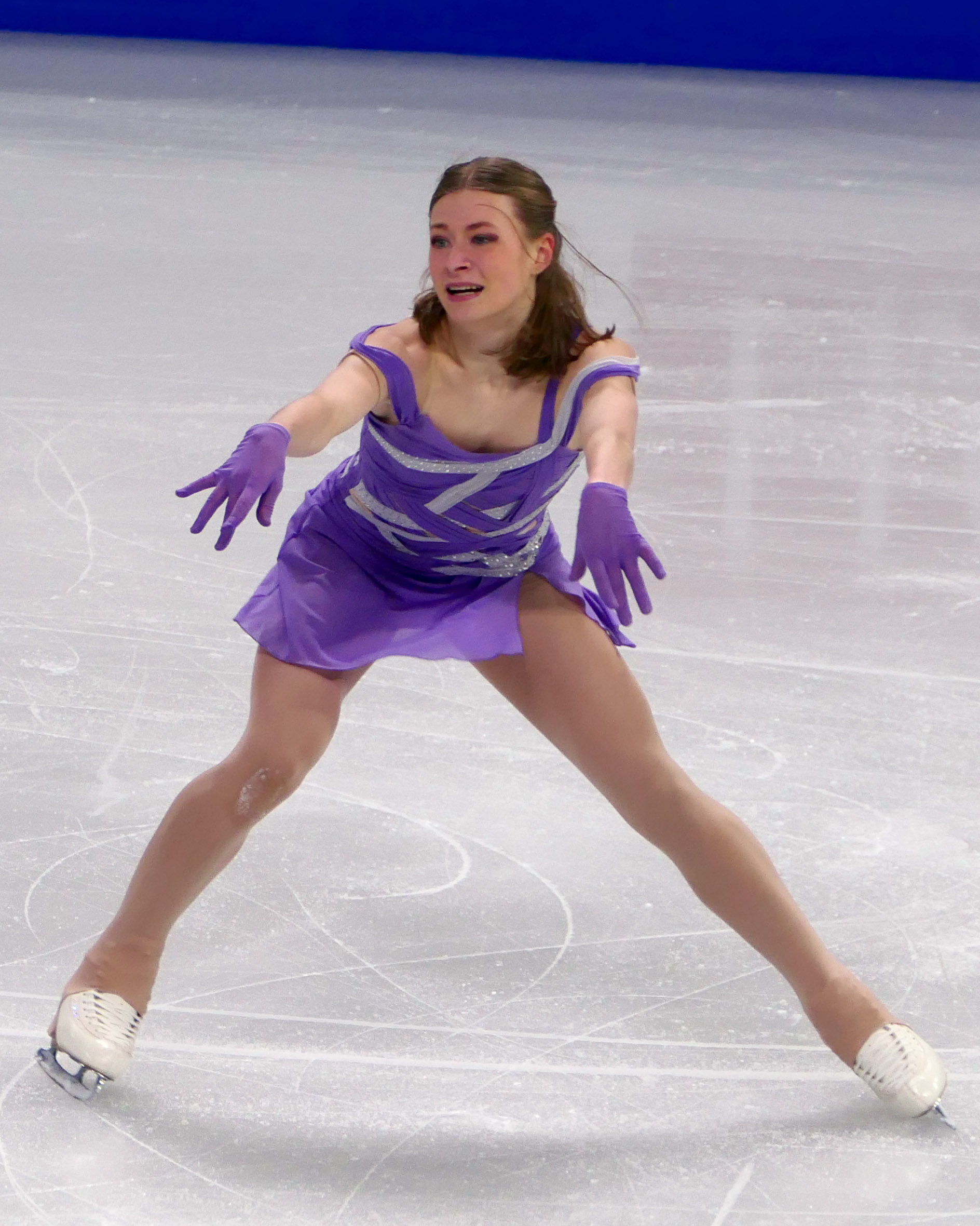
Lorine Schild (2024)

Lorine Schild  (* 6. Januar 2005 in Reims) ist eine französische Eiskunstläuferin.
Schild begann im Alter von 4 Jahren mit Eiskunstlauf und startet für den Eiskunstlaufklub ihrer Geburtsstadt. Sie trainiert bei Malika Tahir. Für die Choreografie sind Gabriella Papadakis und Benoît Richaud zuständig.
Ihre erfolgreichste Saison war 2023/24, in der sie französische Meisterin wurde und bei den Eiskunstlauf-Europameisterschaften 2024 den 5. Platz belegte.
Schild studiert an der EDHEC Business School im Fernstudium.

## Ergebnisse
| Meisterschaft / Jahr         | 2022  | 2023 | 2024 | 2025 |
| ---------------------------- | ----- | ---- | ---- | ---- |
| Weltmeisterschaften          | 16. J | 25.  | 17.  |      |
| Europameisterschaften        |       |      | 5.   | 10.  |
| Französische Meisterschaften | 2.    | 2.   | 1.   |      |